# Asplenium subtenuifolium
Asplenium subtenuifolium là một loài thực vật có mạch trong họ Aspleniaceae. Loài này được (H. Christ) Ching & S.H. Wu miêu tả khoa học đầu tiên năm 1985.